# Greater-Dordagup-Nationalpark
Der Greater-Dordagup-Nationalpark (englisch: Greater Dordagup National Park) ist ein Nationalpark im Südwesten von Western Australia, Australien. Er liegt 20 Kilometer östlich von Pemberton in einer Entfernung von rund 20 Kilometern zur Küste.
Das Gebiet hat eine Fläche von 64,08 km². Entsprechend einer Planung im Forest Management Plan 2004–2013 wurde der Nationalpark aus 603,25 km² eines Staatsforsts und 25 km² des Sir-James-Mitchell-Nationalparks gebildet. Der Park erstreckt sich entlang des South Western Highway.
Es handelt sich um ein Waldgebiet mit Jarrah- und Marribäumen.
Durch den Park führt ein Teil des Munda Bindi Trail, ein Wanderweg, der auch von Mountainbiker befahren werden kann.